# Метлайф-стэдиум
Метлайф-стэдиум (англ. MetLife Stadium) — стадион, расположенный в Ист-Ратерфорде (район в округе Берген штата Нью-Джерси (США), является частью внутреннего кольца пригородов Нью-Йорка). Был построен в 2010 году рядом с предыдущим стадионом «Джайентс» «Джайантс Стадиум». 
Является домашней ареной клубов Национальной футбольной лиги (НФЛ) «Нью-Йорк Джайентс» и «Нью-Йорк Джетс». 
Владельцами стадиона являются клубы НФЛ «Джайентс» и «Джетс», которым принадлежит по 50 % сооружения, и управляют им через компанию New Meadowlands Stadium Company. 
Титульным спонсором сооружения является корпорация MetLife, которая купила права на название стадиона в 2011 году. 
Стоимость строительства сооружения составила 1,6 млрд долларов, что делает его самым дорогим стадионом в мире и вторым по вместимости среди стадионов НФЛ. В 2026 году примет финал чемпионата мира по футболу

## Права на название
Ещё во время строительства стадиона немецкая страховая компания Allianz выразила заинтересованность купить права на названия стадиона. Она предложила заключить договор на 30 лет, согласно которому она бы заплатила от 20 до 30 млн долларов. Однако эта новость вызвала протест в нью-йоркском сообществе евреев и Anti-Defamation League, из-за связей между Allianz и руководством нацистской Германии во время Второй мировой войны. В то же время раввин Джей Розенбаум заявил, что в настоящее время Allianz является другом еврейского народа, и сделка, если она состоится, будет полностью законной. 
Однако Allianz так и не достигли соглашения с командами и 12 сентября 2008 года переговоры прекратились.
27 июня 2011 года было объявлено, что страховая компания MetLife выразила заинтересованность в покупке прав на название сооружение. В итоге, 23 августа компания заключила соглашение о покупке прав и стадион был переименован в «Метлайф-стэдиум».